# Gewone witvlekmot
De gewone witvlekmot (Incurvaria masculella) is een vlinder uit de familie Incurvariidae. De spanwijdte van de vlinder bedraagt tussen de 12 en 16 millimeter. De soort overwintert als volgroeide rups.

## Waardplanten
De gewone witvlekmot heeft eik, tamme kastanje, hazelaar, linde, haagbeuk, roos, bosbes en meidoorn als waardplanten. De jonge rups mineert, de oudere rups laat zich op de grond vallen en eet van dood blad. Het leeft en verpopt dan in een van blad gemaakt zakje.

## Voorkomen in Nederland en België
De gewone witvlekmot is in Nederland en in België een algemene soort, die verspreid over het hele gebied kan worden gezien. De soort kent één generatie die vliegt van eind april tot in juni.